# Cantone di Vielmur-sur-Agout
Il Cantone di Vielmur-sur-Agout era una divisione amministrativa dell'arrondissement di Castres.
È stato soppresso a seguito della riforma complessiva dei cantoni del 2014, che è entrata in vigore con le elezioni dipartimentali del 2015.
Comprendeva i comuni di:
- Carbes
- Cuq
- Fréjeville
- Guitalens-L'Albarède
- Sémalens
- Serviès
- Vielmur-sur-Agout